# 三島村 (千葉県)
三島村（みしまむら）は、千葉県君津郡（周淮郡）にかつて存在した村である。現在の君津市の南部に位置している。
君津市立三島小学校、三島ダム等にその名をとどめている。

## 沿革
- 1889年（明治22年）4月1日 - 町村制施行により、大岩村、二入村、辻森村、東日笠村、怒田沢村、宿原村、正木村、奥米村、旅名村、豊英村が合併し、周淮郡三島村が発足。
- 1897年（明治30年）4月1日 - 周淮郡が統合されて君津郡となる。
- 1955年（昭和30年）3月31日 - 秋元村と合併し、清和村を新設。同日三島村廃止。

## 経済

### 産業
農業
『大日本篤農家名鑑』によれば、三島村の篤農家は「真板新太郎、森與吉、森平吉、青木市治郎、作本久太郎」などがいた。

## 出身・ゆかりのある人物
- 真板益夫（君津学園理事長、木更津市名誉市民）